# فراكا الصغير
فراكا الصغير (بالألبانية: Vraca e Vogël); (بالمقدونية: Мало Враца Malo Vraca)(بالسيريلية الصربية: Мала Враца Mala Vraca)) هو ذروة جبال شار يقع في كوسوفو وجمهورية مقدونيا. فراكا الصغير هو واحد من أكثر قمم شار الجنوبية. يصل ارتفاع 2,582 متر (8,471 قدم) أو 2,483 متر (8,146 قدم). هو أصغر بكثير من فراكا الكبير الذي على ارتفاع 2,582 متر (8,471 قدم) عالية.
إحداثيات: 41°53′10″N 20°44′15″E / 41.886111°N 20.7375°E

## الملاحظات والمراجع